# Saint-Martin-de-Ré
Saint-Martin-de-Ré là một xã trong tỉnh Charente-Maritime trong vùng Nouvelle-Aquitaine, tây nam nước Pháp. Xã Saint-Martin-de-Ré nằm ở khu vực có độ cao trung bình 8 mét trên mực nước biển.
Đây là một trong 10 xã nằm ở Île de Ré.